# Municipalità locale di Oudtshoorn
Oudtshoorn è una municipalità locale (in inglese Oudtshoorn Local Municipality) appartenente alla municipalità distrettuale di Eden  della provincia del Capo Occidentale in Sudafrica. 
In base al censimento del 2001 la sua popolazione è di 84.691 abitanti.
La sede amministrativa e legislativa è la città di Oudtshoorn e il suo territorio si estende su una superficie di 3.537 km² ed è suddiviso in 12 circoscrizioni elettorali (wards). Il suo codice di distretto è WC045.

## Geografia fisica

### Confini
La municipalità locale di Oudtshoorn confina a nord con quella di Prince Albert (Central Karoo), a est con il District Management Areas WCDMA04, a sud con quelle di George e Mossel Bay e a ovest con quella di Kannaland.

### Città e comuni
- Bongelethu
- De Hoop
- De Rust
- Dysselsdorp
- Grootkraal
- Hoopvol
- Langkloof State Forest
- Oudtshoorn
- Matjiesrivier
- Schoemanshoek
- Swartberg State Forest
- Volmoed
- Wartberg State Forest

### Fiumi
- Doring
- Droe
- Grobbelaars
- Groot
- Olifants
- Kammanassie
- Kandelaars
- Klip
- Moeras

### Dighe
- Kammanassie Dam
- Melville Dam
- Raubenheimerdam
- Stompdrif Dam